# 戸畑警察署
戸畑警察署（とばたけいさつしょ）は、福岡県警察が管轄する警察署の一つで、北九州地区に属す。署長の階級は警視。

## 所在地
- 福岡県北九州市戸畑区汐井町2-1

## 管轄区域
- 北九州市戸畑区

## 沿革
- 1921年（大正10年）9月22日 - 戸畑警察署発足。
- 1948年（昭和23年）3月7日 - 戸畑市警察署と改称。
- 1954年（昭和29年）7月1日 - 戸畑警察署と改称。
- 1996年（平成8年）1月16日 - 現庁舎新築、戸畑区千防1丁目より現在地に移転。

## 組織
- 総務課
- 会計課
- 交通課
- 生活安全課
- 刑事課
- 地域課
- 警備課

## 交番
- 三六交番 - 北九州市戸畑区三六町6-7
- 戸畑駅前交番 - 北九州市戸畑区汐井町1-7
- 天籟寺交番 - 北九州市戸畑区夜宮2丁目9-28